# Despotikó
Despotikó är en ort i Grekland.   Den ligger i prefekturen Nomós Prevézis och regionen Epirus, i den centrala delen av landet, 300 km nordväst om huvudstaden Aten. Despotikó ligger 288 meter över havet och antalet invånare är 148.
Terrängen runt Despotikó är kuperad, och sluttar söderut. Runt Despotikó är det ganska glesbefolkat, med 26 invånare per kvadratkilometer. Närmaste större samhälle är Filippiáda, 18,5 km öster om Despotikó. == Kommentarer ==
1. ↑  Framräknat ur variansen i alla höjduppgifter (DEM 3") från Viewfinder Panoramas, inom 10 km radie.[2] Mer om algoritmen finns här: Användare:Lsjbot/Algoritmer.